# Чернівецьке гето
Гетто в Чернівцях – житловий квартал міста Чернівців, в якому під час Другої світової війни румунська окупаційна влада утримувала євреїв із метою їхньої подальшої депортації до Трансністрії. 

## Чисельність єврейського населення Чернівців до 1941 р.
В 1930 р. у Чернівцях проживало 42 932 євреї, що становило 38% населення міста. Напередодні 22 червня 1941 р. чисельність євреїв, включно з біженцями, сягнула тут 51,5 тис., що ставило майже половину від загальної кількості населення (110 тис.).

## Перші переслідування та вбивства євреїв
22 червня 1941 р. розпочалася німецько-радянська війна. Румунське королівство, як союзник Третього райху, прагнуло повернути втрачені у 1940 р. землі. Тому взяло участь у нападі на Радянський Союз. 2 липня 1941 р. німецько-румунські війська вступили на територію Північної Буковини, а вже 5 липня 1941 р. зайняли Чернівці. 
До міста разом із військовими частинами вступили і частини зондеркоманди 10б. 7–9 липня 1941 р. вони разом із румунськими військовими вбили близько 2 тис. чернівецьких євреїв. Вбивства супроводжувалися грабунками та спаленням культових споруд. Зондеркоманда 10б покинула Чернівці наприкінці липня 1941 р. 
8 липня 1941 р. заступник голови уряду Міхай Антонеску заявив, що виступає за примусове виселення євреїв з Бессарабії та Північної Буковини за межі Румунії.
30 липня 1941 р. вийшов наказ голови адміністрації Буковини підполковника Александру Ріошану, який вводив обмеження для євреїв та встановлював для них особливі правила поведінки. Згідно з цими правилами, євреям заборонялося купувати хліб з 9.30 до 11.00, розміщувати вивіски біля своїх магазинів. Вимагалося, щоби всюди вказувалося, що на підприємстві ту чи іншу роботу здійснює єврей. Вводилося обов’язкове носіння євреями на верхньому одязі з лівого боку жовтої шестикутної зірки. За невиконання цього наказу передбачалося заслання до концтабору.

## Створення гетто в Чернівцях
Після підписання договору в Бендерах 30 серпня 1941 р. Румунія офіційно перебрала владу на території між річками Дністром і Південним Бугом. Там утворилася адміністративна одиниця «Трансністрія». Саме її румунська влада обрала як місце для депортації євреїв із Північної Буковини. 
4 жовтня 1941 р. був виданий наказ Міхая Антонеску про депортацію буковинських євреїв до цієї області протягом 10 днів.
Військова адміністрація Чернівців діяла швидко. 10 жовтня 1941 р. губернатор Буковини генерал Корнеліу  Калотеску видав наказ про створення тимчасового гетто у місті, де станом на 1 вересня 1941 р. проживало 49 497 євреїв. Переселення євреїв до гетто розпочалося 11 жовтня. 16 жовтня газета «Bucovina» повідомила про ці заходи жителів міста. На відміну від гетто, які створювали німці у сусідньому Генерал-губернаторстві, вихід євреїв за межі гетто у Чернівцях було відразу заборонено. Досить оперативно військові оточили цей житловий квартал колючим дротом та дерев’яним парканом. 
Умови проживання євреїв у ньому були з першого дня жахливими. Як і в інших гетто, влада практикувала переселення великої кількості людей на площу, яка в рази була меншою за мінімально необхідну для задоволення людських потреб. 

## Депортації з чернівецького гетто
З Чернівців до Трансністрії євреїв почали депортовувати 14–15 жовтня 1941 р. Тоді залізницею вивезли близько 4 тис. осіб. Ці депортаційні акції були продуманими і мали свою структуру та алгоритм, який дозволяв охопити все більшу кількість людей. Так, 28 жовтня 1941 р. з міста було вивезено 2,5 тис., 30 жовтня 1941 р. – ще 2,5 тис., 3 листопада 1941 р. – 3 тис. осіб. Наступного дня відбулася наймасовіша акція: з Чернівців депортували 18 тис. людей. До 15 листопада 1941 р. із міста було вивезено 28 391 євреїв. 
Станом на 20 травня 1942 р. у чернівецькому гетто проживало 19 521 євреїв. Наступні хвилі депортацій до Трансністрії припали на червень 1942 р. 8 червня 1942 р. з Чернівців було виселено 1705 євреїв (з них 619 чоловіків, 691 жінка, 395 дітей). 15 червня 1942 р. було вивезено 1139 євреїв (445 чоловіків, 495 жінок, 199 дітей). 29 червня 1942 р. було депортовано 1110 євреїв (416 чоловіків, 554 жінки, 140 дітей). Загальна кількість вивезених із гетто у липні 1942 р. склала 3954 євреїв (1480 чоловіків, 1740 жінок, 654 дитини) .
Восени 1942 р. депортації з гетто продовжилися. 10 вересня 1942 р. з Чернівців було депортовано близько 500 євреїв. 

## Роль Траяна Поповича у порятунку чернівецьких євреїв від депортацій
Такі темпи виконання наказу було розраховано на те, щоб у Чернівцях незабаром не залишилося жодного єврея. Але завдяки втручанню міського голови Чернівців Траяна Поповича (рум. Traian Popovici) депортацію було зупинено. Він із самого початку був противником депортації євреїв із Чернівців, про що відкрито повідомляв військовій адміністрації. Врешті йому вдалося переконати владу залишити частину євреїв у місті. Причиною того, чому військові погодилися, став відтік кваліфікованих робітників, що призвів до часткового занепаду економіки Чернівців. Щоб зарадити цьому, було вирішено залишати в місті спеціалістів, які б могли бути корисними у промисловості. Так, навесні 1942 р. у Чернівцях отримали дозволи на проживання та працю 21 тис. євреїв. Це дозволило їм пережити Голокост. У 1969 р. Траяну Поповичу було посмертно присвоєно звання Праведника народів світу.

## Євреї Чернівців після завершення румунсько-німецької окупації
29 березня 1944 р. радянські війська знову зайняли Чернівці. Станом на 30 квітня 1944 р. у Чернівцях проживало 17 340 євреїв, що становило 42% від загальної кількості населення міста. У серпні 1945 р. уряд Радянського Союзу прийняв постанову, згідно з якою буковинські євреї, які мали румунське громадянство до 1940 р., могли виїжджати до Румунії. Цим скористалася більшість чернівецьких євреїв. Після виїзду до Румунії вони, як правило, емігрували до Ізраїлю. Така можливість виїхати з Радянського Союзу існувала до квітня 1946 р..